# Assassinats de l'estació de tren de Perpinyà

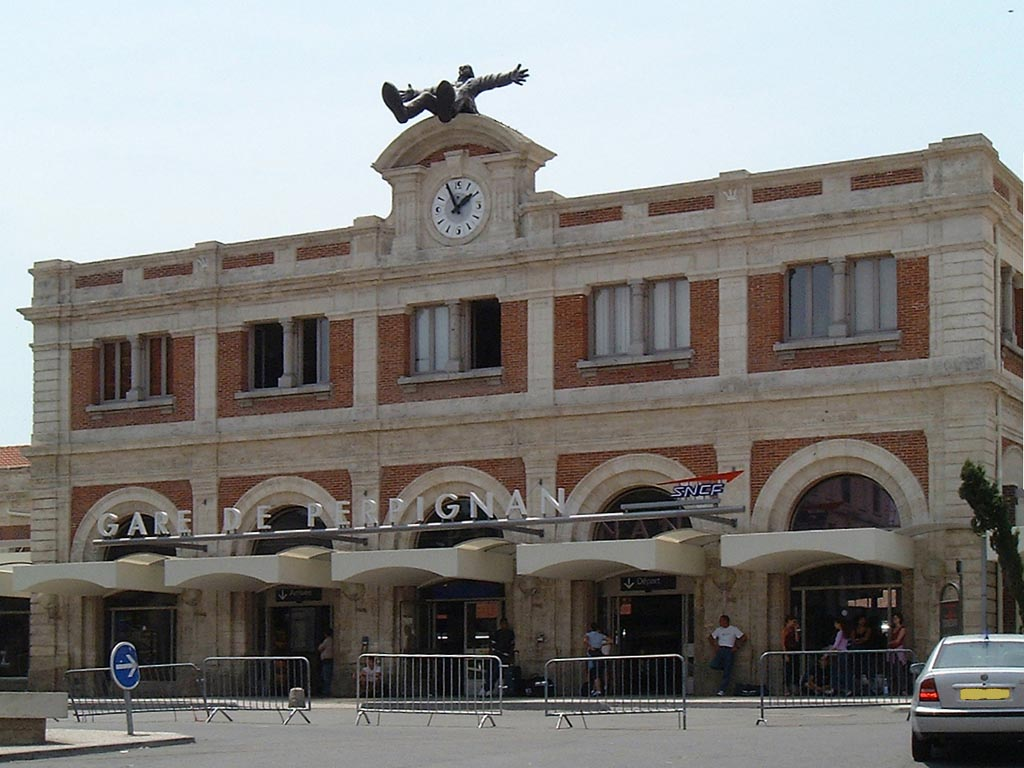
Estació de tren de Perpinyà

El cas dels assassinats de l'estació de tren de Perpinyà és un cas penal francès. Entre 1995 i 2001 van desaparèixer quatre joves, tres de les quals van ser trobades mortes en condicions similars, la qual cosa va fer pensar que es tractava d'un assassí en sèrie, abans que la policia s'orientés cap a la pista de diferents assassins per separat. El juny de 2015, tres de les quatre desaparicions es van esclarir i es va demostrar la participació de dos assassins diferents.

## Històric
Quatre noies de físic semblant desaparegueren a la zona de l'estació de Perpinyà, versemblantment portades per força per un automobilista al carrer de Courteline i d'Henri-Ribera, probablement a l'altura del "cafè Figueres", situat a uns 600 metres al sud de l'estació, a la cantonada del carrer d'Henri-Ribère amb l'avinguda de Julien-Panchot (42° 41′ 30″ N, 2° 52′ 57″ E / 42.6916349°N,2.8825378°E).
- Tatiana Andujar (17 anys) el 24 de setembre del 1995;[1]
- Mokhtaria Chaïb (19 anys) el 21 de desembre del 1997;
- Marie-Hélène Gonzalez (22 anys) el 16 de juny del 1998;
- Fatima Idrahou (23 anys), el 9 de febrer[2] del 2001.

A banda de Tatiana Andujar, el cos de la qual no ha estat mai trobat, les altres tres víctimes van ser trobades mortes i nues. Els cossos de Mokhtaria Chaïb i Marie-Hélène Gonzalez tenien, a més, els genitals mutilats. El cap i les mans de Marie-Hélène també estaven seccionats i es van trobar en una bossa d'escombraries, sis mesos més tard. Els efectes personals de totes les víctimes no s'han trobat mai.
No hi hauria a priori cap relació entre aquest cas i el cas Benítez, ja que, en primer lloc, no estava domiciliat a Perpinyà en el moment dels fets, i en segon lloc, el perfil del legionari i el de l'assassí de l'estació de Perpinyà no presentaven similituds evidents.

### El primer assassinat resolt (Fàtima Idrahou)
Després de la quarta desaparició (la de Fatima Idrahou) el febrer del 2001, la ciutat de Perpinyà fou el centre d'atenció mundial dels mitjans de comunicació, que especularen sobre la presència d'un assassí en sèrie. Per indicacions d'un testimoni, que va destacar el tipus, color i part de la matrícula del vehicle en què Fatima havia estat enduta per la força, Marc Delpech, amo d'un bar a Perpinyà, casat i pare d'un nen, va ser detingut a casa dels seus sogres, a Meurthe-et-Moselle el 23 de febrer, 14 dies després del crim. Finalment feu una confessió sota custòdia policial, en la qual va reconèixer l'assassinat de Fatima, a qui coneixia d'haver freqüentat la botiga Darty on la víctima treballava de caixera, i explica les seves accions pel fet que aquesta no va accedir a les seves proposicions. Després d'haver afirmat als investigadors que havia fet desaparèixer el seu cos al cap Bear, a Port-Vendres, finalment es va trobar el cos nu de Fatima, a la vora de l'estany de Canet, prop de la casa de l'assassí.
El 18 de juny del 2004, Marc Delpech va ser condemnat a 30 anys de presó pel segrest, violació i assassinat de Fatima Idrahou, sentència confirmada en el judici d'apel·lació (1 de juliol del 2005).
Encara que les sospites contra ell (es van descobrir en poder seu retalls de premsa relatius als quatre assassinats i l'esborrany d'una novel·la de misteri inquietant titulada Tatiana, que era en el seu ordinador. Tot plegat contenia precisament les circumstàncies d'eliminació de Tatiana Andujar), però no se'l va perseguir per les tres desaparicions anteriors.

### Segon i tercer assassinats resolts (Mokhtaria Chaïb i Marie-Hélène Gonzalez)
A mitjans d'octubre del 2014, l'ADN de l'agressor de Mokhtaria Chaïb va ser identificat com el d'un home de 54 anys, pare de quatre fills (de dues relacions diferents), que vivia a Perpinyà des del 1997. El presumpte assassí, Jacques Ransom de Hailles (Somme) detingut diverses vegades per assalt sexual i violència, incloent-hi la violació d'una dona en una granja, condemnat per un tribunal penal de Picardia, va admetre la violació i assassinat de Mokhtaria Chaïb.
Acusat i empresonat, el presumpte assassí, que acabava de ser alliberat d'una sentència d'un any de presó per amenaça de mort contra la mare dels seus dos fills més petits, fou exonerat de la desaparició de Tatiana Andujar, ja que era empresonat a Picardia en aquell moment, tot i que no se sap si després havia rebut un permís. Tanmateix, continuava essent sospitós de la mort de Hélène Gonzalez. La policia havia identificat dos rastres seus d'ADN en l'escena on es va trobar el cos.
El 8 de juny del 2015, Jacques Rançon reconegué, als locals de la policia judicial de Perpinyà, l'assassinat d'una altra víctima l'any 1998: Marie-Hélène Gonzalez.

## Altres indicis
Després de l'aparició a la televisió de diversos informes, diverses trucades de testimonis es van posar en marxa en els mitjans de comunicació, especialment al gener del 2012.
L'abril del 2013, el jutge del cas dugué a terme una nova anàlisi d'ADN amb una tècnica recent: les parts aplicables a les cèl·lules pobres.
El 2 d'octubre del 2013, es destacava en molts dels articles que s'havia trobat l'empremta d'ADN en el lloc on es va descobrir Marie-Hélène Gonzalez, morta a Perpinyà el 26 de juny del 1998. No es corresponien amb els d'Andrés Palomino Barrios, sospitós durant molt de temps ·  de l'assassinat de la nena.